# Grand Prix Abimota
Le Grand Prix Abimota (en portugais : Grande Prémio Abimota) est une course cycliste disputée au mois de juin dans la région du Centre. Créée en 1977,, cette épreuve porte le nom de l'entreprise portugaise Abimota, qui livre ses services dans les secteurs industriels des deux roues, de la quincaillerie et du mobilier métallique. Elle fait partie du calendrier national de la Fédération portugaise de cyclisme. 

## Palmarès
| Année     | Vainqueur                | Deuxième                | Troisième               |
| --------- | ------------------------ | ----------------------- | ----------------------- |
| 1977      | Flávio Henriques         |                         |                         |
| 1978      | Fernando Mendes          | Marco Chagas            | Adelino Teixeira        |
| 1979      | Firmino Bernardino       |                         |                         |
| 1980      | António Alves            |                         |                         |
| 1981      | Adelino Teixeira         |                         |                         |
| 1982      | Adelino Teixeira         |                         |                         |
| 1983      | António Alves            |                         |                         |
| 1984      | António Pinto            |                         |                         |
| 1985      | José Amaro               |                         |                         |
| 1986      | António Pinto            |                         |                         |
| 1987      | Joaquim Gomes            |                         |                         |
| 1988-1989 | Non-disputé              | Non-disputé             | Non-disputé             |
| 1990      | Fernando Batista         |                         |                         |
| 1991      | Joaquim Adrego Andrade   | António Rodrigues       |                         |
| 1992      | Luís Santos              |                         |                         |
| 1993      | Fernando Carvalho        | Joaquim Salgado         | Carlos Marta            |
| 1994      | Youri Sourkov            | Paulo Ferreira          | Jorge Mendes            |
| 1995      | Romes Gainetdinov        | Paulo Ferreira          | Vidal Fitas             |
| 1996      | Delmino Pereira          |                         |                         |
| 1997      | José Azevedo             | Joaquim Gomes           | Joaquim Sampaio         |
| 1998      | Joaquim Adrego Andrade   | Carlos Carneiro         | Carlos Marta            |
| 1999      | Rui Lavarinhas           | José Azevedo            | Vítor Gamito            |
| 2000      | Gustavo Otero            | Michele Laddomada (it)  | Luis Javier Castellano  |
| 2001      | Joaquim Sampaio          | Nuno Alves              | David García Dapena     |
| 2002      | Nuno Ribeiro             | Pedro Lópes (en)        | Francisco Pérez Sánchez |
| 2003      | Vicente Reynés           | David García Dapena     | Gustavo Domínguez       |
| 2004      | Pedro Soeiro             | Cláudio Faria           | Luis Miguel Sarreira    |
| 2005      | Célio Sousa              | Jordi Grau              | Pedro Soeiro            |
| 2006      | Tiago Machado            | Ricardo Mestre          | José Ramón Troncoso     |
| 2007      | Vítor Rodrigues          | Cláudio Faria           | Heldér Oliveira         |
| 2008      | Filipe Cardoso           | Francisco José Pacheco  | Pedro Soeiro            |
| 2009      | Joaquim Sampaio          | Hernâni Brôco           | José Mendes             |
| 2010      | Annulé                   | Annulé                  | Annulé                  |
| 2011      | Edgar Pinto              | César Fonte             | António Amorim          |
| 2012      | Moisés Dueñas            | Joni Brandão            | António Carvalho        |
| 2013      | Sérgio Ribeiro           | Jorge Martín Montenegro | Filipe Cardoso          |
| 2014      | Eduard Prades            | Arkaitz Durán           | César Fonte             |
| 2015      | David de la Fuente       | Amaro Antunes           | Samuel Caldeira         |
| 2016      | Filipe Cardoso           | Juan Ignacio Pérez      | Luís Mendonça           |
| 2017      | Vicente García de Mateos | Filipe Cardoso          | César Fonte             |
| 2018      | Óscar Pelegrí            | Luís Mendonça           | Frederico Figueiredo    |
| 2019      | Gotzon Martín            | Antonio Angulo          | César Fonte             |
| 2020      | Annulé                   | Annulé                  | Annulé                  |
| 2021      | Tomás Contte             | Rafael Reis             | Daniel Freitas          |
| 2022      | Luís Mendonça            | Hugo Nunes              | Rafael Silva            |
| 2023      | Rafael Reis              | Luís Gomes              | José Sousa              |
| 2024      | Artem Nych               | Mauricio Moreira        | Afonso Silva            |
| 2025      | Afonso Silva             | Keegan Swirbul          | Jorge Gálvez            |